# 松本喜臣
松本 喜臣（まつもと よしおみ、1940年12月5日 - 2024年10月15日）は、愛知県名古屋市出身の俳優、演出家。劇団シアター・ウィークエンド主宰・顧問。

## 人物
身長174cm。体重58kg。血液型O型。
早稲田大学演劇科出身。文学座附属演劇研究所を経て、波の会、新劇場に所属。1973年、劇団シアター・ウィークエンドを創立。
2023年度名古屋演劇ペンクラブ賞受賞。
日本ナレーション演技研究所講師、愛知淑徳大学非常勤講師、中日文化センターや熱田の森文化センターの講師として活動していた。
趣味は釣り、競馬、麻雀、ゴルフ、ボウリング、水泳など。特技は名古屋弁、なんでもプラス志向なところ。
2024年10月15日、誤嚥性肺炎のため死去。83歳没。

## 出演作品

### テレビドラマ
- 東京警備指令 ザ・ガードマン→ザ・ガードマン（TBS / 大映テレビ室）
  - 第22話「地上21階の襲撃」（1965年）
  - 第35話「姿なき眼」（1965年）
  - 第89話「死神の館」（1966年）
- タケダアワー / ウルトラマン 第1話「ウルトラ作戦第一号」（1966年、TBS / 円谷プロ） - キャンパー ※ノンクレジット
- 戦え! マイティジャック 第12話「マイティ号を取り返せ!（前編）」、第13話「マイティ号を取り返せ!（後編）」（1968年、CX / 円谷プロ） - Q2号
- 仇討ち 第22話「邪宗門異聞」（1969年、TBS）
- 天皇の世紀 第1部 第7話「黒い風」（1971年、ABC / 国際放映）
- 東芝日曜劇場 / 思い出川（1982年、CBC）
- 爛熟時代（1983年、CBC） - 会社の社員
- 銀河テレビ小説（NHK）
  - かなかなむしは天の蟲（1987年）
  - 八十日目だなも（1988年）
  - 親の出る幕（1988年）
- 二本の桜（1991年、NHK）
- 連続テレビ小説 / 君の名は 第四部・第187話（1991年、NHK）
- なんだか人が恋しくて（1994年、NHK）
- 中学生日記（NHK）
- 銀行

### テレビ番組
- ジョークドキュメントBBS放送局（1982年、中京テレビ）

### ラジオ
- イキイキなごや午前9時（FM愛知）
- 知多の昔話（東海ラジオ）

## 演出作品
- スタジオ公演「愛のカタチ」（2022年、劇団シアター・ウィークエンド）
- 夢現塾公演「朗読劇 新美南吉の世界」（2022年、劇団シアター・ウィークエンド） - 富田裕子と共作
- 劇団創立50周年記念公演「音吉物語 ～帰り花 咲きて誇らし 小野浦の浜～」（2023年、劇団シアター・ウィークエンド）
- 東海市青少年劇団「おうめい」 - 演出・指導